# Phạm Thanh Từng
Phạm Thanh Từng (sinh năm 1978) là Điều tra viên cao cấp người Việt Nam. Ông từng giữ chức vụ Thủ Trưởng Cơ Quan Điều Tra (Cục 1), Viện kiểm sát nhân dân tối cao Việt Nam. Hiện nay, ông đang giữ chức vụ Viện trưởng Viện kiểm sát nhân dân thành phố Cần Thơ.

## Tiểu sử
Phạm Thanh Từng sinh năm 1978, người dân tộc Kinh.
Tháng 8 năm 2013, Phạm Thanh Từng từng giữ chức vụ Hàm Phó Vụ trưởng Vụ Địa phương (Vụ 6), Ban Nội chính Trung ương Đảng Cộng sản Việt Nam - Thư ký Phó Trưởng Ban.
Từ ngày 1 tháng 11 năm 2016, Phạm Thanh Từng, Phó Chánh Văn phòng Viện kiểm sát nhân dân tối cao, Thư ký Viện trưởng Viện kiểm sát nhân dân tối cao Việt Nam, được bổ nhiệm giữ chức danh Điều tra viên cao cấp, và chức vụ Phó Thủ trưởng Cơ quan điều tra Viện kiểm sát nhân dân tối cao theo Quyết định số 22/QĐ-VKSTC ngày 31/10/2016.
Từ ngày 1 tháng 4 năm 2019, Phạm Thanh Từng, Phó Thủ trưởng Cơ quan điều tra Viện kiểm sát nhân dân tối cao, được Viện trưởng VKSNDTC Lê Minh Trí bổ nhiệm giữ chức vụ Vụ trưởng Vụ Kiểm sát và giải quyết đơn khiếu nại, tố cáo trong hoạt động tư pháp (Vụ 12), Viện kiểm sát nhân dân tối cao Việt Nam theo Quyết định số 18/QĐ-VKSTC ngày 22/3/2019 thay ông Nguyễn Kim Sáu.
Từ 23/5/2021, ông Phạm Thanh Từng được điều động là Thủ Trưởng Cơ quan Điều tra VKSNDTC thay ông Đỗ Văn Phương (điều động làm Chánh Văn Phòng VKSNDTC)
Từ 01/6/2022, ông Phạm Thanh Từng được điều động, bổ nhiệm giữ chức vụ Viện trưởng Viện kiểm sát nhân dân Thành phố Cần Thơ thay ông Huỳnh Văn Ri (điều động làm Phó Viện trưởng Viện kiểm sát nhân dân cấp cao 3)